# Neoromicia robertsi
Neoromicia robertsi es una especie de murciélago de la familia de los vespertiliónidos. Es endémico de Madagascar.

## Descripción

### Dimensiones
Es un murciélago de pequeñas dimensiones, con una longitud total de entre 84 y 93 milímetros, la longitud del antebrazo es de entre 34 y 38 milímetros, la longitud de la cola es de entre 31 y 35 milímetros, la longitud del pie es de 6 milímetros y la longitud de las orejas es de 13 milímetros. 

### Aspecto
El pelaje es largo y desarreglado. El color general del cuerpo es chocolate oscuro, con reflejos más claros en el pecho. Las orejas son marrón-negruzcas y recubiertas por largos pelos en la base de la superficie dorsal. El trago es falciforme, curvado hacia el interior, con la extremidad redondeada y una cavidad profunda en la base del borde exterior. Las membranas alares son pardo-negruzcas. La cola es larga e incluida completamente a lo ancho uropatagio.

### Ecolocalización
Emite ultrasonidos de bajo ciclo en forma de impulsos de breve duración a una frecuencia modulada inicial de 60,3 a 88,2 kHz, final de 35,5 a 39,3 kHz y una máxima energía de 39,2 a 44,3 kHz.

## Biología

### Alimentación
Se nutre de insectos.

## Distribución y hábitat
Esta especie es conocida solo en dos localidades del Madagascar centro-occidental, en la Provincia de Antananarivo y el parque nacional de Andasibe-Mantadia.
Los únicos tres individuos conocidos fueron capturados en una explanada cerca de un bosque montano relativamente intacto y en una zona agrícola con varios bananeros.

## Estado de conservación
Esta especie, habiendo sido descubierta recientemente, aún no ha sido sujeta a ningún criterio de conservación.